# VfL Wolfsburg
Verein für Leibesübungen Wolfsburg, är en tysk fotbollsklubb från Wolfsburg, Tyskland. Klubben grundades i september 1945 som en idrottsklubb inom flertal sporter för arbetare på Volkswagen-fabriken i staden. Idag är VfL Wolfsburg mest känd för sin fotbollssektion, men har även andra aktiva idrotter på programmet som t.ex handboll, badminton och friidrott.
VfL Wolfsburg spelar i Bundesliga, den högsta serien för herrfotboll i Tyskland. Laget har blivit ligamästare en gång (2008/09), vunnit DFB-Pokal en gång (2015) och DFL-Supercup en gång (2015).

## Historia

### De första åren
VfL Wolfsburg har precis som staden Wolfsburg en relativt kort historia och grundades 1945. Man lyckades redan under första året vinna den Kreis-liga man debuterat i och under 1950-talet spelade man i Oberliga Nord som då var högstaligan (innan Bundesliga startades 1963). I en liga som dominerades av storlaget Hamburger SV var Wolfsburg ett av mer anonyma lagen. 1959 åkte man ur ligan och lyckades inte göra comeback i högstadivisionen som sedermera blev Bundesliga. Istället spelade man i andradivisionen som Oberliga Nord blivit omgjort till. 

### Wolfsburgs comeback
Wolfsburg lyckades under 1990-talet att klättra mot toppen i 2. Bundesliga och var 1995 ytterst nära att gå upp men stod inte distansen ut. 1997 lyckades man dock och VfL var för första gången uppe i Bundesliga. Till skillnad från många andra nykomlingar har Wolfsburg sedan debuten i Bundesliga lyckats hänga kvar och etablera sig ordentligt. Man har även spelat i UEFA-cupen. 

### Storsatsningar
Det är ingen hemlighet att Wolfsburg framgångar i mångt och mycket går tillbaka till stadens helt dominerade industri - Volkswagen. Volkswagen har alltid varit storsponsor åt laget och har under senare år legat bakom klubbens satsningar. Man byggde till exempel en ny arena som fick namnet Volkswagen Arena och som gjorde att staden för första gången var värd för en landskamp i fotboll (2003). 2001 skapades ett bolag för klubbens Bundesliga-lag där Volkswagen ägde 90 % av aktierna. Klubben har gått i bräschen för de nya vindar som kommer in över den tyska klubbfotbollen med allt större inslag av stor företagssponsring och bolagiseringar. 
VfL Wolfsburg har satsat mycket på sydamerikanska spelare men även gjort en och annan stor värvning inom Tyskland. En av klubbens större värvningar var Stefan Effenberg som dock inte stannade någon längre tid. Man har inte haft många tyska landslagsspelare däremot många utländska (bland andra Andrés D'Alessandro, Andrzej Juskowiak, Pablo Thiam). Bland de tyska landslagsspelarna märks Thomas Brdaric och Tobias Rau. Rau avancerade från klubbens ungdomslag och till landslaget.

### Säsongen 2004/2005
Klubben spelade strålande i början av säsongen och toppade under en period Bundesliga under den belgiska tränaren Eric Gerets. Under vintern gick det betydligt sämre för laget och man halkande ner till en slutlig niondeplats. Eric Gerets sparkades och istället blev Holger Fach ny tränare. Inför 2005-2006 har man bland annat värvat Mike Hanke från FC Schalke 04. Den 19 december sparkades Holger Fach, ny tränare är Klaus Augenthaler.

### Säsongen 2008/2009
Det gick bra hela säsongen och dessutom vann Wolfsburg sin första ligatitel efter att man har gjort en magnifik säsong. Wolfsburg slutade på första plats med 69 poäng. På andra plats hamnade Bayern München som var två poäng ifrån. Grafite vann dessutom Bundesligas skytteliga. Han gjorde 28 mål och anfallskollegan Edin Džeko gjorde 26 mål och kom tvåa i skytteligan.

### Säsongen 2010/2011
Inför säsongen 2010/11 värvade man mittbackarna Arne Friedrich och Simon Kjaer.

## Supportrar
VfL Wolfsburg har ett flertal registrerade och officiellt erkända supporterklubbar. WölfeClub är den största av dem där vem som helst kan bli medlem och få olika förmåner. Supporters Wolfsburg e.V är en annan men mer ideell förening som drivs av gemenskap och engagemang. Supporters Wolfsburg e.V organiserar även bortaresor och gemensamma aktiviteter, samt har försäljning av supportervaror via sin egen shop. Coesione Ultras är VfL Wolfsburg ultrasgrupp där medlemmarna ur gruppen står på ståplatsläktaren Nordkruve. Coesione Ultras är passionerade supportrar som är aktiva både på och utanför läktaren, där de organiserar olika evenemang och aktiviteter för att stärka gemenskapen bland fansen.

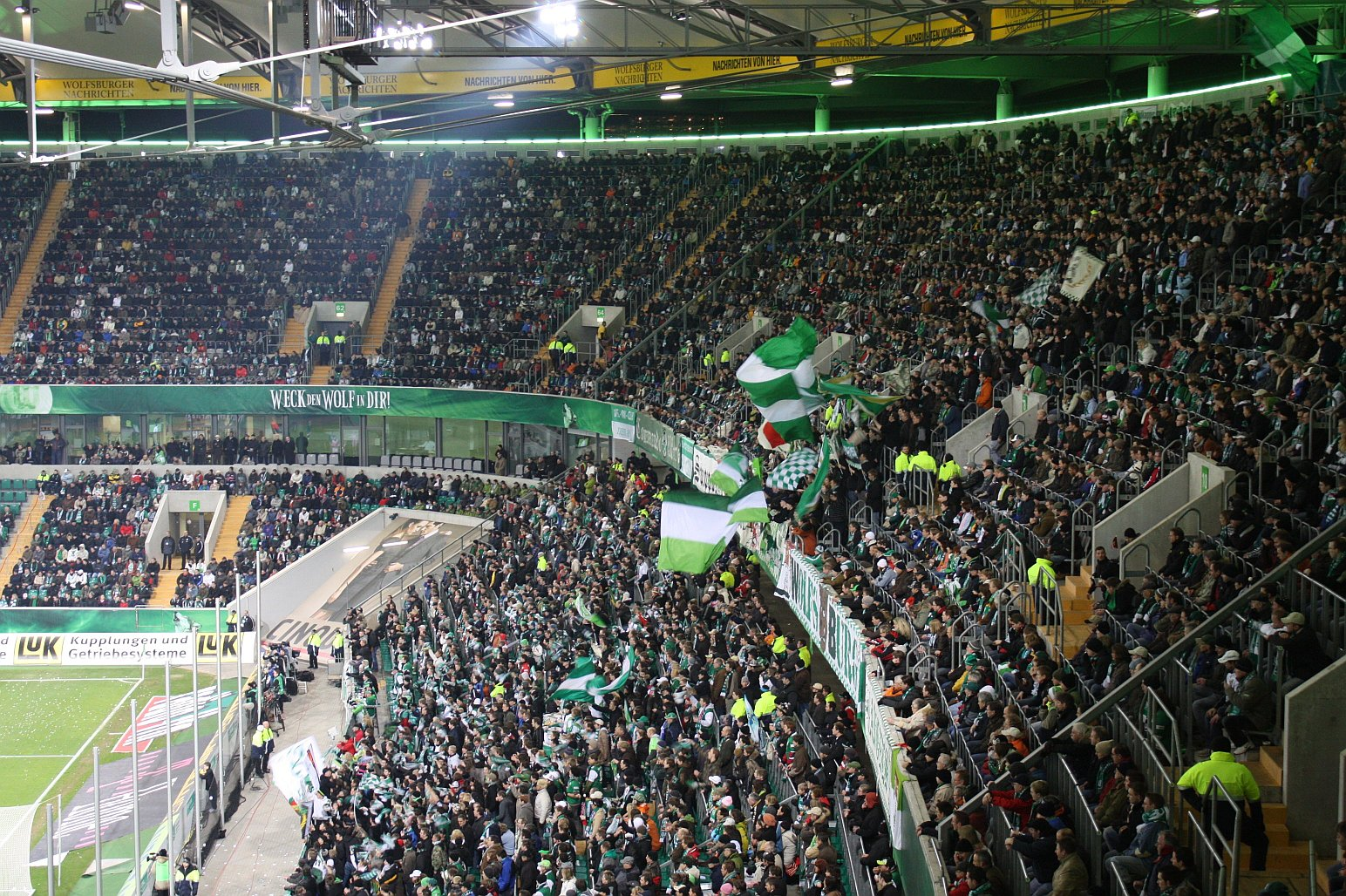
Nordkruve under ett Champions League-möte mot PSG, februari 2009.

VfL Wolfsburg har sett till dem andra Bundesliga-klubbarna en relativt liten men lojal supporterskala. Klubben ägs helt av Volkswagen, och många supportrar har en direkt koppling till företaget. Detta har lett till att andra fotbollssupportrar runt Tyskland ser med förakt på Wolfsburg, då klubbar i landet teoretiskt sett ska förhålla sig till 51%-reglen (en regel som sägar att förenings medlemmar måste inneha 51 procent av rösterna i ett idrottsaktiebolag och därmed ha rösträttsmajoritet).
Under säsongen 2023/24 hade VfL Wolfsburg ett publiksnitt på 25 546 åskådare per hemmamatch i Bundesliga. 

## Spelartrupp
| 1  | Belgien   | Koen Casteels   | 25 juni 1992     | Hoffenheim (-15) |
| 12 | Österrike | Pavao Pervan    | 13 november 1987 | LASK Linz (-18)  |
| 30 | Tyskland  | Niklas Klinger  | 13 oktober 1995  | VfL Wolfsburg    |
| 35 | Tyskland  | Philipp Schulze | 29 januari 2003  | VfL Wolfsburg    |
| 45 | Tyskland  | Lino Kasten     | 17 januari 2001  | VfL Wolfsburg    |

| 2  | Tyskland      | Kilian Fischer     | 12 oktober 2000   | Nürnberg (-22)          |
| 3  | Belgien       | Sebastiaan Bornauw | 22 mars 1999      | Köln (-21)              |
| 4  | Frankrike     | Maxence Lacroix    | 6 april 2000      | Sochaux (-20)           |
| 5  | Nederländerna | Micky van de Ven   | 19 april 2001     | Volendam (-21)          |
| 6  | Brasilien     | Paulo Otávio       | 23 november 1994  | Ingolstadt (-19)        |
| 15 | Frankrike     | Jérôme Roussillon  | 6 januari 1993    | Montpellier (-18)       |
| 34 | Kroatien      | Marin Pongračić    | 11 september 1997 | Red Bull Salzburg (-20) |
| 42 | Tyskland      | Felix Lange        | 13 mars 2004      | VfL Wolfsburg           |

| 8  | Belgien   | Aster Vranckx     | 4 oktober 2002    | Mechelen (-21)          |
| 11 | Schweiz   | Renato Steffen    | 3 november 1991   | Basel (-18)             |
| 14 | Kroatien  | Josip Brekalo     | 23 juni 1998      | Dinamo Zagreb (-16)     |
| 16 | Polen     | Jakub Kamiński    | 5 juni 2002       | Lech Poznan (-22)       |
| 20 | Tyskland  | Ridle Baku        | 8 april 1998      | Mainz (-20)             |
| 22 | Tyskland  | Felix Nmecha      | 10 oktober 2000   | Manchester City (-21)   |
| 27 | Tyskland  | Maximilian Arnold | 27 maj 1994       | VfL Wolfsburg           |
| 29 | Frankrike | Josuha Guilavogui | 19 september 1990 | Atlético Madrid (-14)   |
| 31 | Tyskland  | Yannick Gerhardt  | 13 mars 1994      | Köln (-16)              |
| 32 | Sverige   | Mattias Svanberg  | 5 januari 1999    | Bologna (-22)           |
| 38 | Kroatien  | Bartol Franjić    | 14 januari 2000   | Dinamo Zagreb (-22)     |
| 39 | Österrike | Patrick Wimmer    | 30 maj 2001       | Arminia Bielefeld (-22) |
| 40 | USA       | Kevin Paredes     | 7 maj 2003        | DC United (-22)         |

| 7  | Tyskland | Luca Waldschmidt   | 19 maj 1996      | Benfica (-21)         |
| 9  | Tyskland | Max Kruse          | 19 mars 1988     | Union Berlin (-22)    |
| 10 | Tyskland | Lukas Nmecha       | 14 december 1998 | Manchester City (-21) |
| 17 | Tyskland | Maximilian Philipp | 1 mars 1994      | Dynamo Moskva (-20)   |
| 18 | Tyskland | Dženan Pejčinović  | 15 februari 2005 | Augsburg (-22)        |
| 21 | Polen    | Bartosz Białek     | 11 november 2001 | Zaglebie Lubin (-20)  |
| 23 | Danmark  | Jonas Wind         | 7 februari 1999  | FC Köpenhamn (-22)    |
| 33 | Egypten  | Omar Marmoush      | 7 februari 1999  | Wadi Degla (-17)      |

### Utlånade spelare
| Nr | Land     | Pos | Namn                                                 |
| -- | -------- | --- | ---------------------------------------------------- |
|    | Irland   | F   | Alex McNulty (i Breda till 30 juni 2023)             |
|    | USA      | MF  | Bryang Kayo (i Nürnberg till 30 juni 2023)           |
|    | Tyskland | F   | Fabio Di Michele Sanchez (i Breda till 30 juni 2023) |

| Nr | Land     | Pos | Namn                                            |
| -- | -------- | --- | ----------------------------------------------- |
|    | Sydkorea | MF  | Hong Yun-Sang (i Nürnberg till 30 juni 2024)    |
|    | Tyskland | F   | Tim Siersleben (i Heidenheim till 30 juni 2023) |
|    | USA      | MF  | Ulysses Llanez (i St Pölten till 30 juni 2023)  |

## Tränare
- Felix Magath
- Klaus Augenthaler
- Holger Fach
- Eric Gerets
- Wolfgang Wolf
- Willi Reimann